# Gobiocichlini
Die Gobiocichlini sind eine Tribus der Buntbarsche (Cichlidae) zu der sechs Arten gestellt werden, die bisher den Tilapiini zugerechnet wurden. Gobiocichlini-Arten sind in Westafrika von Guinea-Bissau bis in den Osten Liberias, in Ghana in den Flüssen Ankobra, Bia, Pra, Tano und Volta sowie im Bosumtwisee und in den Stromschnellen des oberen Niger in Mali und des Cross River etwa acht Kilometer flussabwärts von Mamfé (Kamerun) verbreitet.

## Merkmale
Die Eigenständigkeit der Tribus und der Unterschied zu den Tilapiini wird nur durch drei molekulare Autapomorphien der Mitochondrialen DNA gestützt. Diagnostische morphologische Merkmale der sehr heterogenen Tribus konnten bisher nicht festgestellt werden. Die Fische erreichen Körperlängen von 6,2 (Gobiocichla wonderi) bis 24,8 cm („Tilapia“ brevimanus).

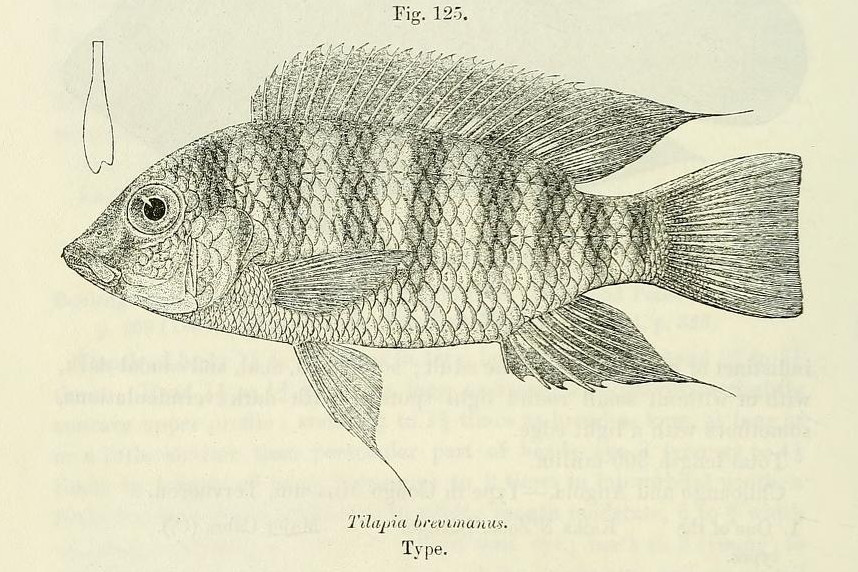
„Tilapia“ brevimanus

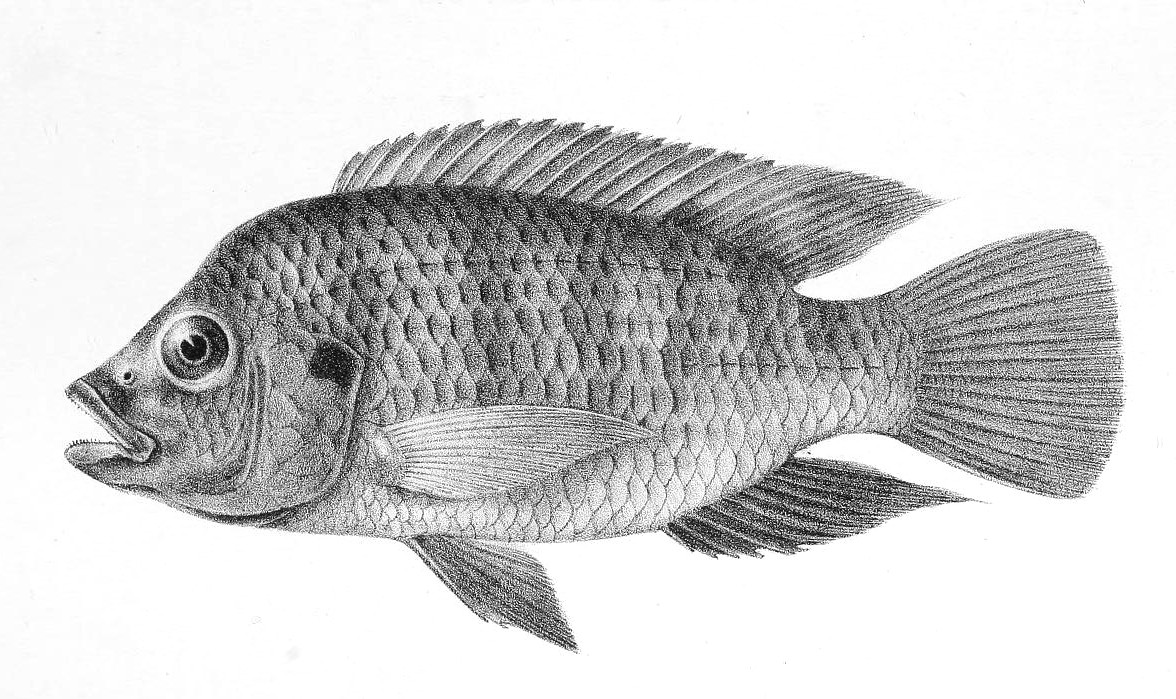
„Tilapia“ busumana

## Gattungen und Arten
Die Tribus besteht aus der Typusgattung Gobiocichla mit zwei Arten, der monotypischen Gattung Paragobiocichla, sowie drei weiteren Arten, die vorläufig noch in der Gattung Tilapia verbleiben, da ihre genaue systematische Stellung noch weiterer Untersuchungen bedarf.
- Gobiocichla
  - Gobiocichla ethelwynnae Roberts, 1982
  - Gobiocichla wonderi Kanazawa, 1951
- Paragobiocichla Schliewen & Weiss, 2019[3]
  - Paragobiocichla irvinei (Trewavas, 1943)
- Gattung bisher unbestimmt
  - „Tilapia“ brevimanus Boulenger, 1911
  - „Tilapia“ busumana (Günther, 1903)
  - „Tilapia“ pra Dunz & Schliewen, 2010